# Убий його!
«Убий його!» («Якщо доріг тобі твій будинок…», рос. «Убей его!», «Если дорог тебе твой дом…») — вірш Костянтина Симонова, написаний у липні 1942 року та опублікований в газеті «Красная Звезда» 18 липня 1942 року — на наступний день після початку Сталінградської битви. Фраза «Убий німця!» з вірша Симонова, і написаної трохи пізніше публіцистичної статті Іллі Еренбурга «Убий!», стала одним з найвідоміших радянських військових гасел у німецько-радянській війні.

## Історія

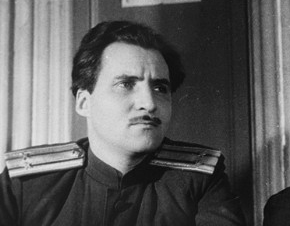
Костянтин Михайлович Симонов

За власним визнанням, Костянтин Симонов написав вірш «Убий його!» за один день влітку 1942 року, перебуваючи на фронті — на Волзі, «до якої підходили німці».
Головний редактор газети «Красная Звезда» Давид Ортенберг так описував появу вірша в редакції:
|  | Ми чекали матеріали від Симонова. Ось, нарешті, доставили пакет. На конверті напис: «Д. Й. Ортенбергу. Особисто. Терміново. Від Симонова. Алюр…», а за цим словом Симонов намалював, як це було прийнято в кавалерії для позначення терміновості, три хрести! Розкрив пакет, а там виявився не нарис — вірші «Убий його!». Не буду пояснювати, як потрібен був цей прямий публіцистичний заклик у важкі дні нашого відступу. Оригінальний текст (рос.) Мы ждали материалы от Симонова. Вот, наконец, доставили пакет. На конверте надпись: «Д. И. Ортенбергу. Лично. Срочно. От Симонова. Аллюр…», а за этим словом Симонов нарисовал, как это было принято в кавалерии для обозначения сверхсрочности, три креста! Раскрыл пакет, а там оказался не очерк — стихи «Убей его!». Не буду объяснять, как нужен был этот прямой публицистический призыв в тяжёлые дни нашего отступления. |

18 липня 1942 року вірш вперше було опубліковано в газеті «Красная Звезда», на наступний день 19 липня його передруковала газета «Комсомольская правда», а 20 липня він з'явився у «вікнах ТАРС». Після цього його протягом війни незліченну кількість разів читали по радіо та скидали з літаків надрукованим на листівках.
Після закінчення війни Симонов відмовився від назви «Убий його!» і при численних перевиданнях вірша називав його по першому рядку — «Якщо доріг тобі твій будинок…» (рос. «Если дорог тебе твой дом…»). Давиду Ортенбергу він пояснював це таким чином:
|  | Тоді, під час війни, хто б не прочитав заголовок, відразу розумів, що треба вбивати гітлерівців. А нині така назва здивувала б читача: кого, мовляв, треба вбивати? Довелося би йому прочитати вірш, а не у кожного буває бажання до цього… Оригінальний текст (рос.) Тогда, в войну, кто бы ни прочитал заголовок, сразу понимал, что надо убивать гитлеровцев. А ныне такое название поставило бы читателя в недоумение: кого, мол, надо убивать? Пришлось бы ему прочитать стихотворение, а не у каждого бывает на это охота… |

## Відгуки
Літературознавець Владислав Шошин ставив вірш «Убий його!» в один ряд з іншими віршами Симонова перших військових років («Ти пам'ятаєш, Альоша, дороги Смоленщини…», «Батьківщина», «Майор привіз хлопчиська на лафеті…», «Я не пам'ятаю, добу або десять…», «Атака» та інші), які, на його думку, продовжують кращі традиції російської класичної поезії. При цьому Шошин вважав «Убий його!» найбільш яскравим віршем Симонова цього періоду.

## Участь вірші у військовій пропаганді
Письменник Михайло Алексєєв:
|  | Мені, політруку мінометної роти, в найважчі дні Сталінградської битви не потрібно було без кінця заклинати своїх бійців: «Ні кроку назад!». Мені досить було прочитати вірш Симонова «Убий його!» — вірш, що з'явився саме в ту пору. Свідчу: він вразив наші солдатські душі. Оригінальний текст (рос.) Мне, политруку миномётной роты, в самые тяжёлые дни Сталинградской битвы не нужно было без конца заклинать своих бойцов: «Ни шагу назад!» Мне достаточно было прочесть стихотворение Симонова «Убей его!» — стихотворение, появившееся как раз в ту пору. Свидетельствую: оно потрясло наши солдатские души. |

Поет Михайло Львов:
|  | У 1944 році, на Сандомирському плацдармі, за Віслою, говорив мені мій друг-танкіст про вірш Симонова «Убий його!»: «Я б присвоїв цьому віршу звання Героя Радянського Союзу. Він вбив гітлерівців більше, ніж самий прославлений снайпер…» Оригінальний текст (рос.) В 1944 году, на Сандомирском плацдарме, за Вислой, говорил мне мой друг-танкист о стихотворении Симонова «Убей его!»: «Я бы присвоил этому стихотворению звание Героя Советского Союза. Оно убило гитлеровцев больше, чем самый прославленный снайпер…» |